# Gebre-egziabher Gebremariam

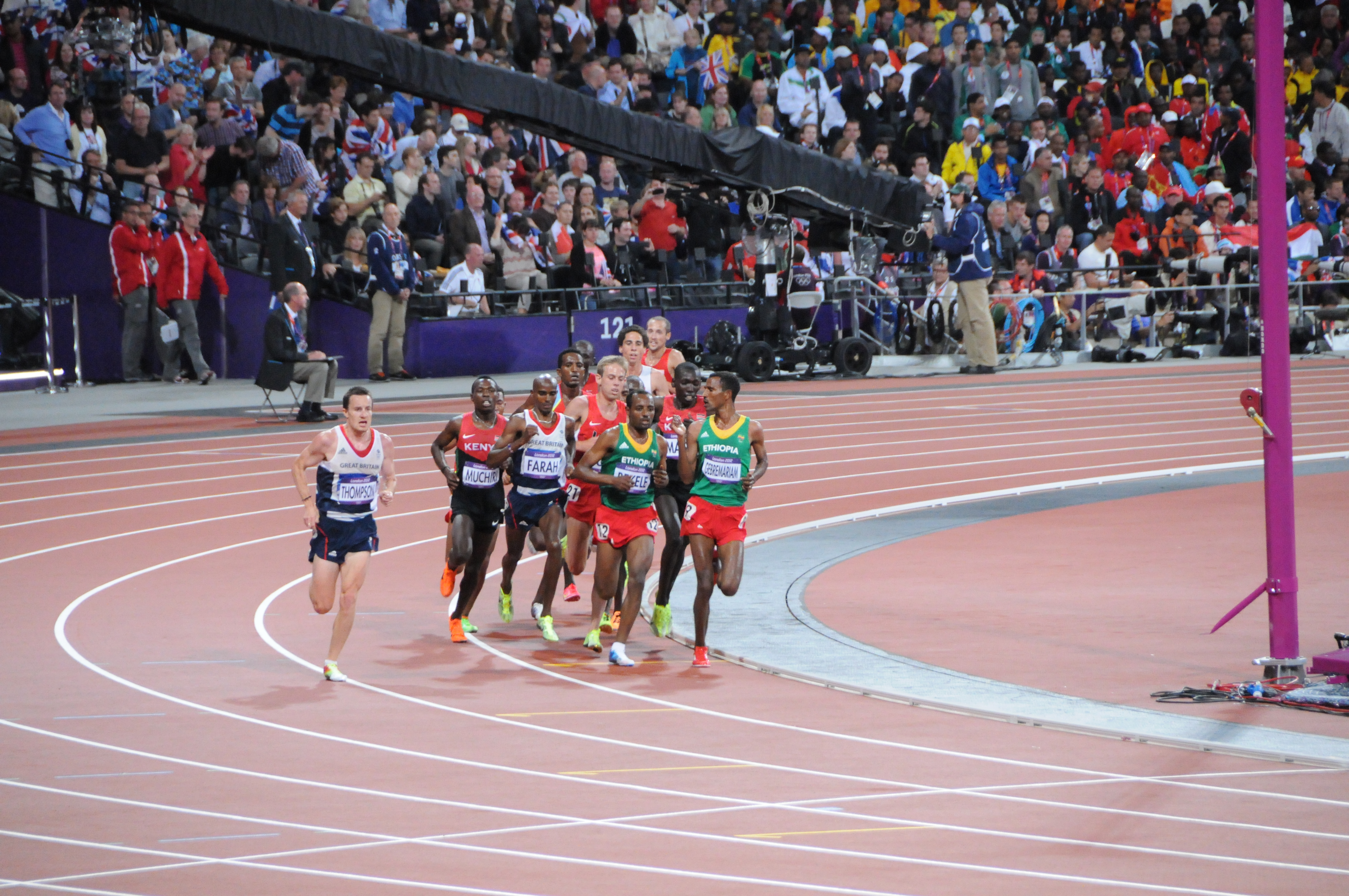
Gebremariam nog aan de leiding van de 10.000 m op de OS van 2012 in Londen.

Gebre-egziabher Gebremariam (Tsenkanet, 10 september 1984) is een Ethiopische langeafstandsloper, die is gespecialiseerd in de 5000 m, 10.000 m en het veldlopen. Hij nam tweemaal deel aan de Olympische Spelen, maar won bij die gelegenheid geen medailles. Eenmaal werd hij bij de senioren wereldkampioen, in 2009, op de wereldkampioenschappen veldlopen.

## Biografie

### Jeugd
Gebremariam is geboren als derde kind in een boerengezin van zes kinderen. In zijn jeugd was hij reeds een succesvol atleet. In 2002 boekte hij zijn eerste grote succes door zowel bij de wereldkampioenschappen voor junioren op de 10.000 m als bij de WK veldlopen voor junioren de titel te veroveren. Daarnaast werd hij op eerstgenoemd WK ook nog eens derde op de 5000 m.

### Senioren
In 2003 veroverde Gebremariam allereerst op de WK veldlopen bij de senioren de bronzen medaille, om later dat jaar bij de wereldkampioenschappen in Parijs met een tijd van 12.58,08 zesde te worden op de 5000 m. Deze wedstrijd werd gewonnen door de Keniaan Eliud Kipchoge in 12.52,79. Hij sloot zijn eerste jaar bij de senioren af met alweer brons op de 5000 m tijdens de wereldatletiekfinale in Monaco, waarna hij op de Afrikaanse Spelen, nu weer op de 10.000 m, vlak achter zijn landgenoot Sileshi Sihine (eerste in 27.42,13) naar de zilveren medaille snelde in 27.43,12.
In maart 2004 toonde Gebre-egziabher Gebremariam aan, dat hij zich als senioratleet verder had ontwikkeld. Bij de WK veldlopen in Brussel nam hij deel aan zowel de korte als de lange afstand en beide keren veroverde hij achter Kenenisa Bekele de zilveren medaille. Vervolgens werd hij geselecteerd voor het Ethiopische team, dat deelnam aan de Olympische Spelen van Athene. Hier kwam hij uit op de 5000 m, waarop hij zich met 13.21,20 voor de finale plaatste. In deze finale verbeterde hij zich weliswaar tot 13.15,35, maar hij kwam er toch niet verder mee dan de vierde plaats. Hicham El Guerrouj (goud in 13.14,39), Kenenisa Bekele (zilver in 13.14,59) en Eliud Kipchoge (brons in 13.15,10) pikten het eremetaal in.
Daarna was hij tijdens de wereldatletiekfinales van 2004 en 2005 wederom dicht bij een podiumplek, met tweemaal een vierde plaats.
Inmiddels overgestapt naar de langere afstanden werd Gebremariam in 2007 op de 10.000 m zesde tijdens de WK in Osaka, waarna hij een jaar later, in oktober 2008, zijn debuut maakte op de halve marathon: in de Great North Run werd hij tweede achter Tsegay Kebede.

### Wereldkampioen veldlopen
Zijn grootste overwinning boekte Gebremariam in 2009 met het behalen van een gouden medaille bij de WK veldlopen in Amman. Met een tijd van 35.02 versloeg hij na een felle eindsprint met nipte voorsprong de Oegandees Moses Ndiema Kipsiro (zilver; 35.04) en de Eritrees Zersenay Tadese (brons; 35.04). Deze overwinning kwam onverwachts, omdat hij bij zijn laatste deelnames in 2006 (Fukuoka) en 2008 (Edinburgh) geen plaats in de top tien had kunnen bemachtigen. Een top tien resultaat scoorde hij wel op de 10.000 m tijdens de WK in Berlijn, later dat jaar, maar verder dan een tiende plaats kwam hij niet. In de door Kenenisa Bekele in 26.46,31 gewonnen wedstrijd moest hij met zijn eindtijd van 27.44,04 bijna een minuut op zijn landgenoot toegeven.
Een tiende plaats werd het vervolgens ook op de WK veldlopen van 2010, dat deze keer in het Poolse Bydgoszcz plaatsvond. De Keniaan Joseph Ebuya was hem ditmaal met diens winnende tijd van 33.00 35 seconden de baas.

### Debuut op marathon
Wellicht had dit resultaat te maken met het feit, dat Gebremariam zich langzamerhand steeds meer op de weg richtte. In de zomer van 2010 behaalde hij overwinningen op diverse 10 km-wegwedstrijden in de Verenigde Staten, waarna hij in september op de Rock 'n' Roll Half Marathon in Philadelphia achter Mathew Kisorio uit Kenia, winnaar in 1:00.16, als tweede finishte en zijn PR van 1:00.25 realiseerde. Vervolgens maakte hij zijn debuut op de marathon in New York in november, waar hij in 2:08.14 maar gelijk met de eindoverwinning aan de haal ging. Het was de race waarin zijn landgenoot Haile Gebrselassie halverwege uitstapte, om vervolgens in een opwelling zijn afscheid van de wedstrijdsport aan te kondigen.
In maart 2011 was Gebremariam alweer terug in New York, dit keer om deel te nemen aan de halve marathon van New York. Opmerkelijk was dat hij er zijn PR van 1:00.25, een half jaar eerder gelopen in Philidelphia, evenaarde en daarmee opnieuw tweede werd. Nu was echter winnaar Mo Farah, die hem in de eindsprint versloeg, met zijn 1:00.24 slechts een seconde sneller. Het bleek een goede voorbereiding te zijn geweest voor de marathon in Boston in april, waar hij derde werd achter Geoffrey Mutai (eerste in 2:03.02) en Moses Mosop (tweede in 2:03.06) in 2:04.53. Hiermee waren Muttai en Mosop beiden beduidend sneller dan het toenmalige wereldrecord van Haile Gebrselassie (2:03.59), terwijl Gebremariam er minder dan een minuut bij vandaan bleef. Deze tijden konden in de ogen van de IAAF echter geen genade vinden, aangezien het parkoers in Boston te steil naar beneden loopt om voor recordprestaties in aanmerking te komen.

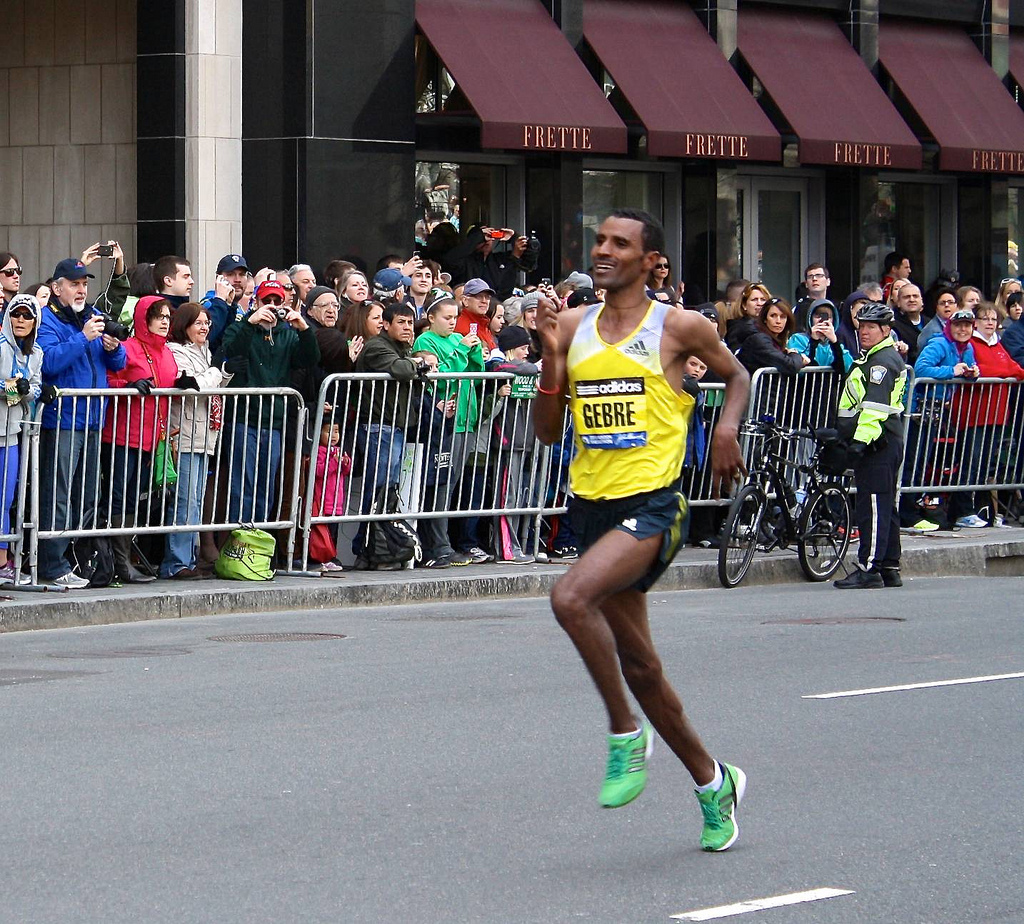
Op weg naar de finish in Boston in 2013.

Vervolgens stond in augustus de marathon tijdens de WK in Daegu op het programma, maar daar kon hij het niet bolwerken en moest hij voortijdig opgeven. Beter verging het Gebre-egziabher Gebremariam dat najaar in New York, waar hij weliswaar vergeefs probeerde om zijn overwinning van een jaar eerder te prolongeren, maar waar hij met 2:08.00 sneller aan de finish kwam dan in zijn debuutmarathon. Deze keer waren Geoffrey Mutai (weer hij) in 2:05.06, Emmanuel Mutai in 2:06.28 en Tsegay Kebede in 2:07.14 hem te snel af en belandde hij dus buiten het erepodium.

### Tweede optreden op Olympische Spelen
Terug in Boston in 2012 kon Gebremariam deze keer op het glooiende parkoers zijn draai niet vinden. De hoge temperaturen speelden hem parten en hij eindigde de wedstrijd als veertiende in 2:22.56. Daarna richtte hij zich weer op de baan, wist zich te kwalificeren voor de Olympische Spelen in Londen, waar hij ditmaal deelnam aan de 10.000 m. In de eindfase van de wedstrijd kon hij niet op tegen de ontketende Britse favoriet Mo Farah; hij werd in 27.36,34 achtste, zo'n zes seconden na de winnaar.
In 2013 deed hij het in Boston weer veel beter. Samen met zijn landgenoot Lelisa Desisa en de Keniaan Micah Kogo bepaalde hij de wedstrijd, waarin hij ten slotte met zes seconden achterstand op Desisa en een seconde op Kogo derde werd in 2:10.28. Het was echter niet voldoende om zich te plaatsen voor de WK in Moskou, waarvoor liefst vijf landgenoten werden geselecteerd die inmiddels sneller waren geweest dan Gebremariam.
Daarna werd het een tijdje stil rond Gebremariam. Totdat hij eind 2014 ineens weer opdook als deelnemer aan de marathon van New York. Hij werd er in 2:12.13 derde achter de Keniaan Wilson Kipsang (winnaar in 2:10.59) en Lelisa Desisa (tweede in 2:11.06). Het is het laatst bekende wapenfeit van de Ethiopiër.

### Privé
Gebre-egziabher Gebremariam woont in Addis Abeba en is aangesloten bij Banks. In 2003 trouwde hij met wereldkampioene Werknesh Kidane. Ze hebben samen twee zonen.

## Titels
- Wereldkampioen veldlopen - 2009
- Afrikaans kampioen 10.000 m - 2008
- Ethiopische kampioen 5000 m - 2005
- Ethiopische kampioen 10.000 m - 2005, 2009
- Wereldkampioen junioren 10.000 m - 2002
- Wereldkampioen junioren veldlopen - 2002

## Persoonlijke records
Baan
| Onderdeel | Prestatie | Datum        | Plaats   |
| --------- | --------- | ------------ | -------- |
| 3000 m    | 7.39,48   | 11 juni 2005 | New York |
| 5000 m    | 12.52,80  | 8 juli 2005  | Rome     |
| 10.000 m  | 26.52,33  | 26 mei 2007  | Hengelo  |

Weg
| Onderdeel      | Prestatie | Datum             | Plaats         |
| -------------- | --------- | ----------------- | -------------- |
| 10 km          | 27.41     | 7 augustus 2010   | Cape Elizabeth |
| 20 km          | 57.30     | 20 maart 2011     | New York       |
| halve marathon | 1:00.25   | 19 september 2010 | Philadelphia   |
| 30 km          | 1:29.47   | 6 november 2011   | New York       |
| marathon       | 2:08.00   | 6 november 2011   | New York       |

Indoor
| Onderdeel   | Prestatie | Datum           | Plaats |
| ----------- | --------- | --------------- | ------ |
| 3000 m      | 7.57,27   | 27 januari 2007 | Boston |
| 2 Eng. mijl | 8.34,82   | 28 januari 2006 | Boston |

## Palmares

### 3000 m
- 2005:  Reebok Grand Prix in New York - 7.39,48
- 2005: 4e Athletissima - 7.40,31

### 5000 m
- 2001: 5e Anoca Zone 5 kamp. in Zanzibar - 14.19,69
- 2002:  Japan Grand Prix in Osaka - 13.22,10
- 2002:  WJK - 13.29,13
- 2003:  IAAF Japan Grand Prix in Osaka - 13.23,57
- 2003: 4e Golden Gala - 13.05,47
- 2003: 6e WK - 12.58,08
- 2003:  IAAF Grand Prix Final in Fontvieille - 13.24,13
- 2004:  Bislett Games - 13.02,28
- 2004: 4e Golden Gala - 12.55,59
- 2004: 4e OS - 13.15,35
- 2004: 4e Wereldatletiekfinale - 13.09,03
- 2005:  Ethiopische kamp. - 13.45,65
- 2005:  Meeting Gaz de France - 12.58,60
- 2005:  Borotalco Golden Gala - 12.52,80
- 2005: 4e Wereldatletiekfinale - 13.40,59
- 2005:  International Meeting in Daegu - 13.42,74
- 2007:  Colorful Daegu Athletics Meeting - 13.45,36
- 2009: 5e Reebok Grand Prix in New York - 13.13,20

### 10.000 m
- 2002:  WJK - 29.02,71
- 2003:  Ethiopische kamp. - 28.45,40
- 2003: 4e FBK Games - 28.03,03
- 2003:  Afrikaanse Spelen - 27.43,12
- 2003:  Afro-Aziatische Spelen - 28.08,79
- 2004:  Ethiopische kamp. - 28.22,90
- 2004:  Golden Spike in Ostrava - 26.53,73
- 2005:  Ethiopische kamp. - 28.38,94
- 2005:  Payton Jordan US Open in Palo Alto - 27.11,57
- 2005: 15e WK - 27.53,19
- 2007:  Ethiopische kamp. in Addis Ababa - 28.49,01
- 2007: 4e FBK Games - 26.52,33
- 2007:  Afrikaanse Spelen - 27.41,24
- 2007: 6e WK - 27.44,58
- 2008: 7e FBK Games - 27.20,65
- 2008:  Afrikaanse kamp. - 28.17,11
- 2009:  Ethiopische kamp. - 28.45,37
- 2009: 10e WK - 27.44,04
- 2012: 4e FBK Games - 27.13,66
- 2012:  Aviva Olympic Trials in Birmingham - 27.03,58
- 2012: 8e OS - 27.36,34

### 10 km
- 2002:  Great Ethiopian Run - 30.15
- 2003:  Great Ethiopian Run - 30.20
- 2010:  UAE Healthy Kidney 10K te New York - 27.42
- 2010:  Peachtree Road Race te Atlanta - 27.58
- 2010:  Beach to Beacon 10K te Cape Elizabeth - 27.40,4
- 2011:  BAA in Boston - 28.11
- 2011:  La Corsa Piu' Antica in Castelbuono - 30.13

### halve marathon
- 2008:  Great North Run - 1:01.29
- 2009: 4e Great North Run - 1:00.59
- 2010:  halve marathon van Philadelphia - 1:00.25
- 2011:  halve marathon van New York - 1:00.25[1]
- 2013:  halve marathon van New Orleans - 1:01.00

### marathon
- 2010:  marathon van New York - 2:08.14
- 2011:  marathon van Boston - 2:04.53
- 2011: DNF WK
- 2011: 4e marathon van New York - 2:08.00
- 2012: 14e marathon van Boston - 2:22.56
- 2013:  marathon van Boston - 2:10.28
- 2014:  marathon van New York - 2:12.13

### veldlopen
- 2002:  WK junioren (7,974 km) in Dublin - 23.18
- 2003:  WK lange afstand (12,355 km) in Avenches - 36.17
- 2004:  WK korte afstand (4 km) in Brussel - 11.36
- 2004:  WK lange afstand (12 km) in Brussel - 36.10
- 2005: 9e WK korte afstand (4,196 km) in Saint Galmier - 11.54
- 2005: DNF WK lange afstand (12,02 km) in Saint Galmier
- 2006: 30e WK korte afstand (4 km) in Fukuoka - 11.22
- 2006: 13e WK lange afstand (12 km) in Fukuoka - 36.24
- 2008: 17e WK lange afstand (12 km) in Edinburgh - 35.59
- 2009:  WK lange afstand (12 km) in Amman - 35.02
- 2010: 10e WK lange afstand (11,611 km) in Bydgoszcz - 33.35

### overige afstanden
- 2009:  4 Mijl van Groningen - 17.34
- 2010:  Falmouth Road Race te Cape Cod ( 7 eng.mijl) - 32.20